# Krasnodęby-Rafały
Krasnodęby-Rafały [krasnɔˈdɛmbɨ raˈfawɨ] est un village polonais de la gmina de Sokołów Podlaski dans le powiat de Sokołów et dans la voïvodie de Mazovie, au centre-est de la Pologne.
Il est situé à environ 7 kilomètres au sud-est de Sokołów Podlaski et à 93 kilomètres à l'est de Varsovie.